# Abimwa dentata
Abimwa dentata är en insektsart som beskrevs av Pieter D. Theron 1988. Abimwa dentata ingår i släktet Abimwa och familjen dvärgstritar. Inga underarter finns listade i Catalogue of Life.